# Blue Water Rig No. 1 (schip, 1957)
De Blue Water Rig No. 1 was een afzinkbaar boorplatform dat in 1957 werd gebouwd door Ingalls Shipbuilding voor Blue Water Drilling Corporation, een consortium van vier kleine bedrijven. Het ontwerp van Friede & Goldman bestond uit een rechthoekig dek met daaronder vier flesvormige kolommen. Aan een van de uiteindes was op een cantilever de boortoren geplaatst. In 1961-62 werd het omgebouwd tot het eerste halfafzinkbare platform.

## Submersible
Het ontwerp was vergelijkbaar met de Kermac Rig 46 uit 1956 van Kerr-McGee. Volgens het afzinkbare concept werd het platform naar locatie gesleept, waar het vervolgens geballast werd tot het met de pontons op de zeebodem rustte, tot waterdieptes van 70 voet (21 meter).

## Semi-submersible
In 1961-62 werd het op initiatief van Bruce Collipp van Shell Oil bij Ingalls omgebouwd tot halfafzinkbaar platform nadat gebleken was dat het een gunstig zeegedrag vertoonde terwijl het wel afgeballast was, maar nog niet op de zeebodem rustte. Het was daarmee de eerste halfafzinker of semisubmersible. Shell leasde het platform voor de toen ongekend lange tijd van vijf jaar, op voorwaarde dat het platform aangepast mocht worden en dat die aanpassingen geheim bleven. Voor Sam Lloyd van Blue Water was dit uitstekend, aangezien het platform daarvoor zo'n half jaar geen werk had gehad:
Do whatever you want with it. Paint it red and yellow if you have to.
Bij de ombouw werd onder meer een meersysteem aangebracht bestaande uit acht ankerlieren en ankers die in plaats van de gebruikelijke kettingen, gebruik maakten van staalkabels. Ook werd een automatisch ballastsysteem geïnstalleerd waarmee het platform recht kon worden gehouden en een Remote Underwater Drilling and Completion System (RUDAC) waarmee de apparatuur op de putmond op de zeebodem geplaatst kon worden in plaats van op dek zoals gebruikelijk bij vaste platforms.
Op 13 januari volgde de proefvaart en op 25 januari werd de eerste boorput geboord. Het bleek daarna in staat om te boren in waterdieptes tot zo'n 300 voet of 90 meter, waar de concurrentie niet verder kwam dan 205 voet of 62 meter. De diepste put die werd geboord was vier kilometer diep. Het bleek in staat te om de boorstang in de put te laten draaien bij windsnelheden boven de 100 km/u en golfhoogtes van ruim 8 meter en kon weer boren bij golfhoogtes van 4,5 meter.
Het was een belangrijke doorbraak die de olieindustrie lang had bezig gehouden:
For years, there have been three big secrets in the offshore oil business: (1) how much this or that company planned to bid for upcoming leases, (2) the geological data a company picked up from exploration holes and (3) what Shell Oil Co. was doing with its "Blue Water" drilling rig
Collipp stelde:
you can see a whole new way of thinking in the offshore oil business. Unlike a few years ago, we're looking now at geology first, and then water depths.

## Ondergang
Uiteindelijk boorde het na de ombouw meer dan 20 putten voor Shell tot het in oktober 1964 kapseisde tijdens orkaan Hilda nadat de bemanning per helikopter was geëvacueerd. Het oprichten daarna mislukte, waarna Shell besloot het af te laten zinken. Op het laatste moment kocht John W. Mecom het platform met de hoop het te kunnen bergen. Voordat hij dat kon doen, kwam in september 1965 echter orkaan Betsy langs en sloeg het platform van de ankers, waarna het richting het Marlin System van Shell in West Delta dreef. Daar raakte het het West Delta 133-A-platform waarbij vier van de acht poten weg werden geslagen.

## Blue Water-serie
De Blue Water No. 2 werd in 1979 omgebouwd naar submersible.
| Naam                 | Werf                         | Jaar             | IMO-nummer |
| -------------------- | ---------------------------- | ---------------- | ---------- |
| Blue Water Rig No. 1 | Ingalls Shipbuilding, 1063   | 6 september 1957 |            |
| Blue Water No. 2     | Kaiser Steel Richmond, 3     | juni 1964        | 8750405    |
| Blue Water No. 3     | Levingston Shipbuilding, 657 | mei 1966         | 8750417    |
| Blue Water No. 4     | Levingston Shipbuilding, 714 | oktober 1974     | 8750429    |